# Glenea moultoni
Glenea moultoni é uma espécie de escaravelho da família Cerambycidae. Foi descrita por Per Olof Christopher Aurivillius em 1913 e está sabido de Borneo.